# Гіперкон'югація
Гіперкон'югація, або ефект Бейкера—Натана (рос. сверхсопряжение, англ. hyperconjugation) — це взаємодія між σ-зв'язками та системою π-зв'язків.
Підвищена взаємодія зв'язків СHn (n = 1—3) із сусідніми кратними зв'язками в результаті часткового перекривання σ-орбіталей зв'язків C-H (таких, що підходять за симетрією) з вакантними π-орбіталями сусідніх кратних зв'язків проявляється в аномальному електронодонорному впливові гіперкон'югованих алкільних груп здебільшого на реактивність, але меншою мірою відбивається на фізичних властивостях молекул. Таким чином відбувається стабілізація частково заповненої чи незаповненої π-орбіталі за рахунок перекривання із заповненою зв'язуючою σ-орбіталлю.
Гетеровалентна гіперкон'югація (англ. heterovalent [sacrificial] hyperconjugation) — гіперкон'югація, при якій канонічна резонансна структура має на один двоелектронний зв'язок менше, ніж звичайна структурна формула Льюїса для цієї сполуки (як, наприклад, у толуені).